# Габінії (рід)
Габінії — заможний плебейський рід (нобілі) у Стародавньому Римі періоду пізньої Республіки. Можливо походить у міста Габії у Лаціумі. Займали здебільшого посади народних трибунів, робили військову кар'єру.

## Найвідоміші Габінії
- Авле Габіній, народний трибун 139 року до н. е., автор закону щодо голосування.
- Авл Габіній, народний трибун 67 року до н. е., консул 58 року до н.е, голова популярів, легат Гней Помпея Великого, намісник Сирії, згодом прихильник Гая Юлія Цезаря.
- Публій Габіній Секунд. римський військовик часів принципату, у 41 році здійснив успішний похід до Німеччини, розбивши плем'я хавків.